# هجوم الشانزليزيه (يونيو 2017)
في يوم 19 يونيو 2017 قام رجل بصدم سيارة للدرك الوطني بسيارة مليئة بالأسلحة والمتفجرات في شارع الشانزليزيه بالعاصمة الفرنسية باريس، قد لقي مصرعه إثر العملية.

## التفاصيل
قالت وزارة الداخلية الفرنسية بأن شخصا صدم بسيارته حافلة تابعة للشرطة الفرنسية بالمكان، دون وقوع إصابات في صفوف الأمنيين، بحسب ما ذكرت الوكالة وأشارت السلطات الفرنسية إلى أن الشخص المعتقل أصيب بجروح خطيرة إثر عملية الاصطدام وانفجار سيارته، مؤكدة في السياق أنه تم العثور على مسدسات وكلاشنيكوف وذخيرة وأسطوانات غاز كانت بحوزة منفذ العملية.

## التحقيق
بدأت وحدة مكافحة الإرهاب التحقيق في هجوم الشانزليزيه، فيما أكدت الشرطة أن العملية الأمنية مستمرة وفرضت شرطة باريس طوقا أمنيا في المنطقة، وأخلت موقع بناء في مسرح بالشانزليزيه، كما أغلقت محطتي مترو رقم 1 و8 و12 و13 في الشانزليزيه لأسباب أمنية وطالبت السلطات الفرنسية عبر تغريدة نشرتها على موقع التواصل الاجتماعي «تويتر»، من المترجلين الابتعاد عن المنطقة.

## منفذ الهجوم
أفادت وسائل إعلام نقلا عن القناة الفرنسية الثانية أنّ الرجل الذي صدم سيارة الشرطة في شارع الشانزليزيه في باريس عمدا فرنسي من أصل تونسي ويبلغ من العمر 31 سنة وولد منفذ الهجوم الذي يدعى «آدم لطفي الجزيري» في فالديز، حيث كان يتردّد على تركيا بحكم عمله المرابط بتجارة الذهب.